# 브르노 교외구

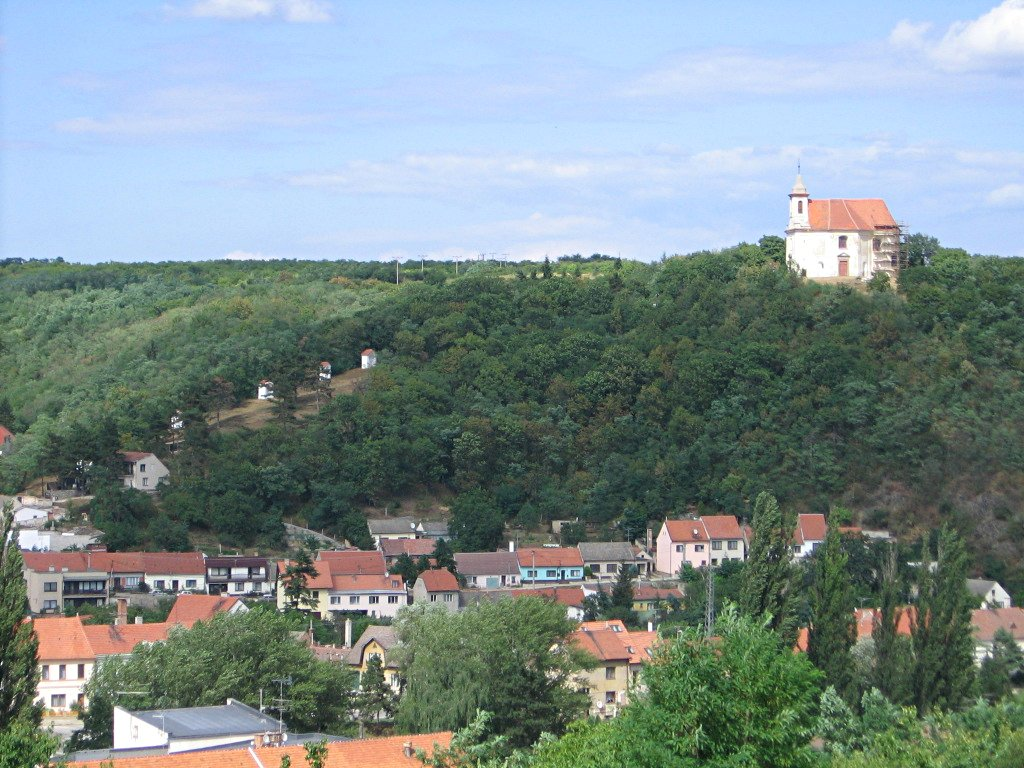
브르노 교외구 돌니코우니체

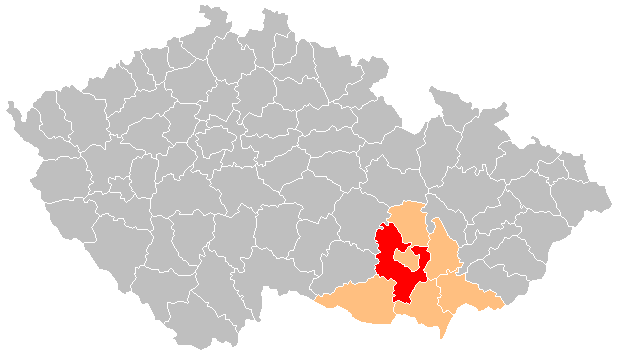
브르노 교외구의 위치

브르노 교외구(체코어: Okres Brno-venkov)는 체코 남모라바주를 구성하는 7개 구 가운데 하나로 면적은 1,498.95km2, 인구는 222,370명(2019년 1월 1일 기준), 인구 밀도는 150명/km2이다. 행정 중심지는 브르노이지만 브르노 교외구가 아닌 별도의 행정 구역에 속한다.
남모라바주 중부에 위치하며 187개 지방 자치체(24개 시, 163개 마을)를 관할한다. 남모라바주 브르노 도시구를 완전히 둘러싸고 있으며 블란스코구, 비슈코프구, 브르제츨라프구, 즈노이모구, 비소치나주 트르제비치구, 주댜르나트사자보우구와 접한다.